# Tower Glacier
Der Tower Glacier (englisch; polnisch Lodowiec Tower) ist ein Gletscher auf King George Island im Archipel der Südlichen Shetlandinseln. Er liegt zwischen den Hügeln The Tower, nach dem er benannt ist, Brama und Bastion.
Polnische Wissenschaftler benannten ihn 1980.